# Uroptychus nitidus
Uroptychus nitidus är en kräftdjursart som först beskrevs av Alphonse Milne-Edwards 1880.  Uroptychus nitidus ingår i släktet Uroptychus och familjen Chirostylidae. Inga underarter finns listade i Catalogue of Life.